# Iván Amozurrutia
Iván Amozurrutia (* 12. Oktober 1993 in Mexiko-Stadt) ist ein mexikanischer Schauspieler.

## Leben und Karriere
Amozurrutia wurde im Oktober 1993 in Mexiko-Stadt geboren. Er ist der Enkel der Schauspielerin Kitty de Hoyos und Bruder von Diego Amozurrutia, der ebenfalls als Schauspieler tätig ist.
Sein Schauspieldebüt gab er 2014 in einer Episode von La rosa de Guadalupe. Nationale Bekanntheit erlangte Amozurrutia 2017 durch die Rolle des Osvaldo Medina Sotomayor in der Telenovela Enamorándome de Ramón. Anschließend übernahm er Rollen in den Telenovelas La jefa del campeón (2018) und Médicos, línea de vida (2019).
Ab 2021 war Amozurrutia ausschließlich in mexikanischen Netflix-Serien zu sehen. Zunächst übernahm er im Herbst 2021 eine der Hauptrollen des Federico Marroquín in Fünffache Rache, anschließend war in der zweiten Staffel von Dunkle Leidenschaft als Gerardo zu sehen. Im August 2022 verkörperte Amozurrutia die Hauptrolle des Alfonso „Poncho“ Quiroga in Glühendes Feuer.
Seit 2017 ist er mit seiner Schauspielkollegin Ana Jimena Villanueva liiert, die er während der Dreharbeiten zur Telenovela Enamorándome de Ramón kennengelernt hat.

## Filmografie (Auswahl)
- 2017: Enamorándome de Ramón (Telenovela, 95 Episoden)
- 2018: La jefa del campeón (Telenovela)
- 2019: Preso No. 1 (Fernsehserie, 5 Episoden)
- 2019: Médicos, línea de vida (Telenovela, 8 Episoden)
- 2021: Esta historia me suena (Fernsehserie, Episode 1x13)
- 2021: Fünffache Rache (La venganza de las Juanas, Fernsehserie, 18 Episoden)
- 2022: Dunkle Leidenschaft (Oscuro deseo, Fernsehserie, 7 Episoden)
- 2022: Glühendes Feuer (Donde hubo fuego, Fernsehserie, 39 Episoden)
- 2023: Perfil falso (Fernsehserie, 9 Episoden)